# Dioctria atricapilla
Espèce

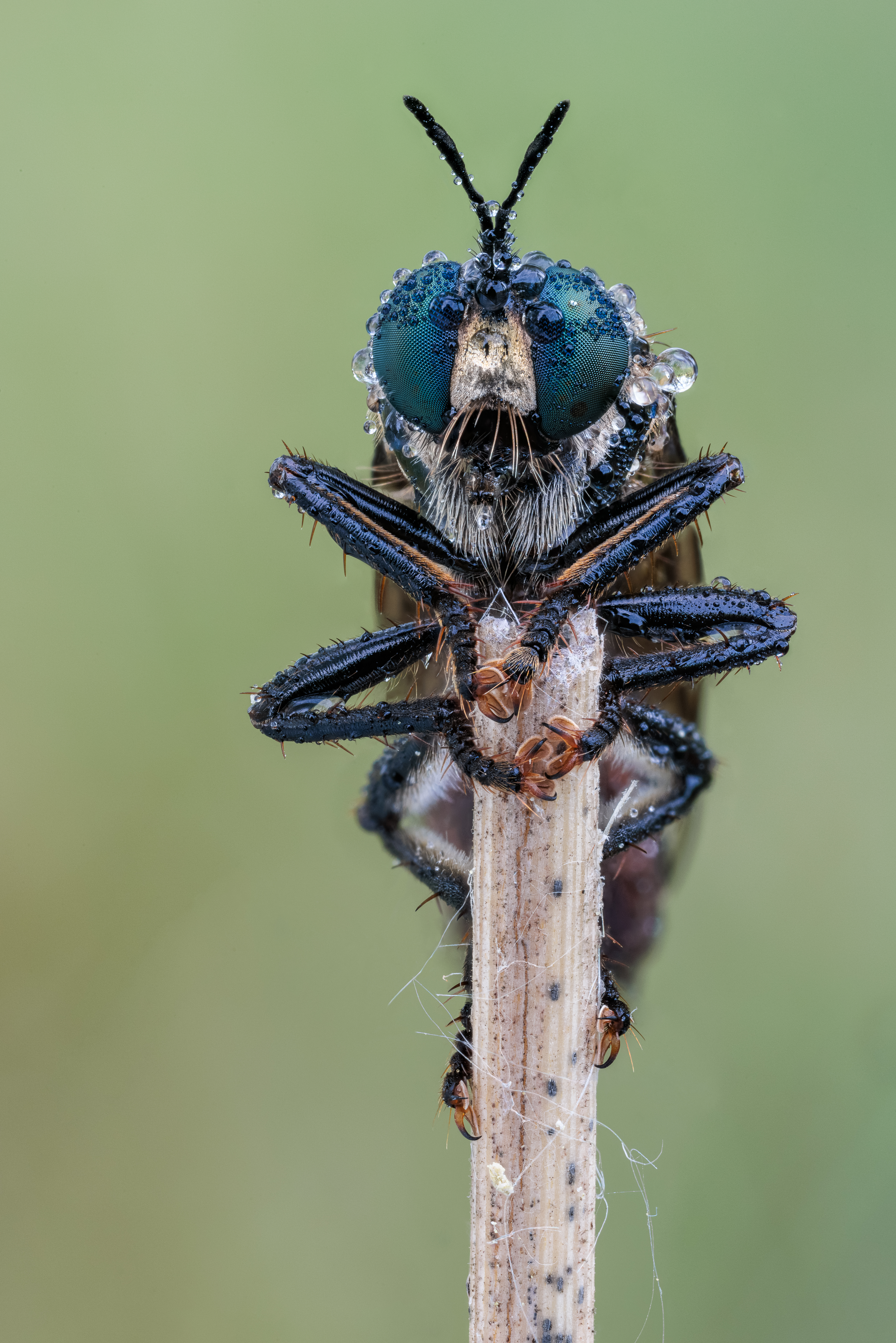
Un specimen de Dioctria atricapilla qui ne peut pas aller plus haut.

Dioctria atricapilla est une espèce d'insectes diptères brachycères prédateurs de la famille des asilidés.